# Discothyrea crassicornis
Discothyrea crassicornis is een mierensoort uit de onderfamilie van de Proceratiinae. De wetenschappelijke naam van de soort is voor het eerst geldig gepubliceerd in 1926 door Clark.